# Крячок атоловий
Крячок атоловий (Anous minutus) — вид морських сивкоподібних птахів підродини крячкових (Sterninae) родини мартинових (Laridae).

## Поширення
Чорні крячки поширені по всьому світі в тропічних і субтропічних морях, з численними колоніями в західній і центральній частині Тихого океану, і більш розкиданими в Карибському басейні, центральній Атлантиці та на північному сході Індійського океану.

## Опис
Птах завдовжки 35–37 см, розмах крил 66–72 см, вага 98–144 г. Має темне оперення і світлу корону на голові. Під кожним оком є маленький білий півмісяць і біла пляма зверху. Має довгі звужені крила і зрізаний хвіст. Дзьоб чорний, загострений. Лапи перетинчасті і чорні у більшості підвидів, але помаранчеві у melanogenys.

## Спосіб життя
Цей вид мешкає на тропічних і субтропічних островах, часто з невеликими популяціями, розсіяними по багатьох прибережних і океанічних островах. Він харчується дрібною рибою та кальмарами. Він часто живиться пірнаючи. Спостерігався клептопаразитизм. Сезон розмноження різноманітний, залежно від місцевості, із змінними розмірами колоній і місцями гніздування.

## Підвиди
Виділяють сім підвидів:
- A. m. worcesteri (McGregor, 1911) – острів Кавіллі та риф Туббатаха (море Сулу).
- A. m. minutus Boie, 1844 – північно-східна Австралія та Нова Гвінея до архіпелагу Туамоту.
- A. m. marcusi (Bryan, 1903) – острови Маркус і Вейк через Мікронезію до Каролінських островів.
- A. m. melanogenys Gray, 1846 – Гавайські острови.
- A. m. diamesus (Heller and Snodgrass, 1901) – острів Кліппертон (біля західної Мексики) та острів Кокос (біля західної Коста-Рики).
- A. m. americanus (Mathews, 1912) – острови в Карибському морі.
- A. m. atlanticus (Mathews, 1912) – тропічні острови в Атлантиці.